# NKチェピン
NKチェピン（NK Čepin）は、クロアチアのオシエク＝バラニャ郡チェピンをホームタウンとするサッカークラブである。

## 歴史
1928年3月にŠKスラヴォナツ (ŠK Slavonac) として創設、クラブカラーは緑と白であった。1928年4月1日に最初の公式戦となるŠKクロアチア・オシエク戦が行われて5-1で勝利した。
第二次世界大戦後にスラヴォナツの名前の使用が禁止されたため、1946年にFDイェディンストヴォ (Fiskulturno društvo Jedinstvo) に改称、1950年代初頭にはNKイェディンストヴォ (NK Jedinstvo) に改称された。IPKトヴォルニツァ・ウルヤ・チェピンがスポンサーになり、1993年1月10日にNKチェピン (NK Čepin) に改称された。
1995年にドルガHNLに昇格して数シーズン所属した。
2016-17シーズンに4部のMŽNL スラヴォニア・バラニャで優勝し、トレチャHNL・東地域に昇格した。2018年10月、プルヴァHNLのNKオシエクを招待してクラブ創設90周年記念試合が行われ、NKチェピンが1-0で勝利した。